# ستيفن نيوبولد
ستيفن نيوبولد (بالإنجليزية: Stephen Newbold) هو عداء سريع أمريكي، ولد في 5 أغسطس 1994.

## وصلات خارجية
- ستيفن نيوبولد على موقع الاتحاد الدولي لألعاب القوى (الإنجليزية)
- ستيفن نيوبولد على موقع TFRRS.org (الإنجليزية)
- ستيفن نيوبولد على موقع أوليمبيديا (الإنجليزية)